# Julian Knowle
Julian Knowle (1974. április 29. –) osztrák hivatásos teniszező. Elsősorban páros tornákon ér el eredményeket. Eddigi karrierje során tizennyolc ATP-tornát nyert meg. A 2007-es US Openen párosban diadalmoskodott a svéd Simon Aspelinnel az oldalán. A páros világranglistán a legjobb helyezése a hatodik volt, amelyet 2008 januárjában ért el.
Részt vett a 2008-as pekingi olimpiai játékokon, ahol párosban a második körben esett ki Jürgen Melzer partnereként, miután kikaptak az első helyen kiemelt amerikai Bob Bryan–Mike Bryan-duótól.

## Grand Slam-döntői

### Páros

#### Győzelmei (1)
| Év   | Torna   | Borítás | Partner       | Ellenfelek a döntőben     | Eredmény a döntőben |
| 2007 | US Open | Kemény  | Simon Aspelin | Lukáš Dlouhý Pavel Vízner | 7–5, 6–4            |

#### Elvesztett döntői (1)
| Év   | Torna     | Borítás | Partner        | Ellenfelek a döntőben          | Eredmény a döntőben |
| 2004 | Wimbledon | Fű      | Nenad Zimonjić | Jonas Björkman Todd Woodbridge | 1–6, 4–6, 6–4, 4–6  |

## Eredményei Grand Slam-tornákon

### Párosban
| Grand Slam | Australian Open         | Australian Open                     | Roland Garros             | Roland Garros                         | Wimbledon                     | Wimbledon                       | US Open                   | US Open                              |
| Év         | Eredmény Partner        | Utolsó ellenfél                     | Eredmény Partner          | Utolsó ellenfél                       | Eredmény Partner              | Utolsó ellenfél                 | Eredmény Partner          | Utolsó ellenfél                      |
| 2001       | –                       | –                                   | 3. kör Lorenzo Manta      | Petr Pala Pavel Vízner                | 1. kör Lorenzo Manta          | Juan Balcells Sjeng Schalken    | 1. kör Lorenzo Manta      | Thomas Shimada Myles Wakefield       |
| 2002       | 1. kör Michael Kohlmann | Mahes Bhúpati Lijendar Pedzs        | 1. kör Michael Kohlmann   | Donald Johnson Jared Palmer           | 2. kör Michael Kohlmann       | Martin Damm Cyril Suk           | 1. kör Michael Kohlmann   | Mahes Bhúpati Makszim Mirni          |
| 2003       | 1. kör Michael Kohlmann | Albert Portas Tommy Robredo         | 2. kör Michael Kohlmann   | Tomas Cibulec Pavel Vízner            | 1. kör Mario Ančić            | Jonas Björkman Todd Woodbridge  | 2. kör Michael Kohlmann   | Mark Knowles Daniel Nestor           |
| 2004       | 2. kör Michael Kohlmann | Juan Ignacio Chela Oscar Hernandez  | 2. kör Nenad Zimonjić     | Mario Ančić Ivan Ljubičić             | Döntő Nenad Zimonjić          | Jonas Björkman Todd Woodbridge  | 2. kör Nenad Zimonjić     | Fernando González Nicolás Massú      |
| 2005       | 1. kör Petr Pala        | Giorgio Galimberti Filippo Volandri | Negyeddöntő Jürgen Melzer | Fernando González Nicolás Massú       | 3. kör Jürgen Melzer          | Jonas Björkman Makszim Mirni    | 2. kör Jürgen Melzer      | Jan Hernych Vincent Spadea           |
| 2006       | 3. kör Jürgen Melzer    | Simon Aspelin Todd Perry            | 3. kör Jürgen Melzer      | Alexander Peya Björn Phau             | –                             | –                               | 2. kör Jürgen Melzer      | Jarkko Nieminen Graydon Oliver       |
| 2007       | 3. kör Jürgen Melzer    | Fabrice Santoro Nenad Zimonjić      | 3. kör Simon Aspelin      | Lukáš Dlouhý Pavel Vízner             | 1. kör Simon Aspelin          | Thomas Johansson Andrei Pavel   | Győzelem Simon Aspelin    | Lukáš Dlouhý Pavel Vízner            |
| 2008       | 1. kör Simon Aspelin    | Robert Lindstedt Jarkko Nieminen    | 3. kör Simon Aspelin      | Janko Tipsarević Viktor Troicki       | 1. kör Simon Aspelin          | Kevin Anderson Robert Lindstedt | 2. kör Simon Aspelin      | Igor Kunyicin Dmitrij Turszunov      |
| 2009       | 1. kör Jürgen Melzer    | Mardy Fish John Isner               | 2. kör Jürgen Melzer      | Pablo Cuevas Luis Horna               | 1. kör Jürgen Melzer          | Robert Kendrick Sam Querrey     | 3. kör Jürgen Melzer      | Lukáš Dlouhý Lijendar Pedzs          |
| 2010       | 1. kör Robert Lindstedt | Arnaud Clément Jonátán Erlich       | Elődöntő Andi Rám         | Lukáš Dlouhý Lijendar Pedzs           | 3. kör Andi Rám               | Marcel Granollers Tommy Robredo | 1. kör Andi Rám           | Jonátán Erlich Jordan Kerr           |
| 2011       | –                       | –                                   | –                         | –                                     | 3. kör Kevin Anderson         | Christopher Kas Alexander Peya  | 2. kör Horacio Zeballos   | Mariusz Fyrstenberg Marcin Matkowski |
| 2012       | 2. kör Michael Kohlmann | Daniele Bracciali Potito Starace    | 1. kör Leonardo Mayer     | Jürgen Melzer Philipp Petzschner      | Negyeddöntő Daniele Bracciali | Robert Lindstedt Horia Tecău    | Negyeddöntő Filip Polasek | Lijendar Pedzs Radek Štěpánek        |
| 2013       | 1. kör Filip Polasek    | Lu Jen-hszün Gó Szoeda              | 1. kör Filip Polasek      | Jamie Murray John Peers               | Negyeddöntő Mahes Bhúpati     | Bob Bryan Mike Bryan            | 1. kör Jürgen Melzer      | Treat Conrad Huey Dominic Inglot     |
| 2014       | 1. kör Vasek Pospisil   | Alex Bolt Andrew Whittington        | 1. kör Michal Mertinak    | Guillermo García López Philipp Oswald | Negyeddöntő Marcelo Melo      | Bob Bryan Mike Bryan            | 1. kör Andre Begemann     | Mariusz Fyrstenberg Marcin Matkowski |
| 2015       | 2. kör Vasek Pospisil   | Benjamin Becker Artem Sitak         | 2. kör Andre Begemann     | Daniel Nestor Lijendar Pedzs          | 2. kör Andre Begemann         | Jean-Julien Rojer Horia Tecău   |                           |                                      |